# Dobie Gray
Dobie Gray, född 26 juli 1940 i Simonton, Texas, död 6 december 2011 i Nashville, Tennessee, var en amerikansk sångare och låtskrivare inom flera musikstilar, men främst associerad med soul. Hans två största hitlåtar var "The 'In' Crowd" 1965, och "Drift Away" från 1973. Den sistnämnda blev hans största framgång med en femteplats på Billboard Hot 100.